# 스페이스 니들

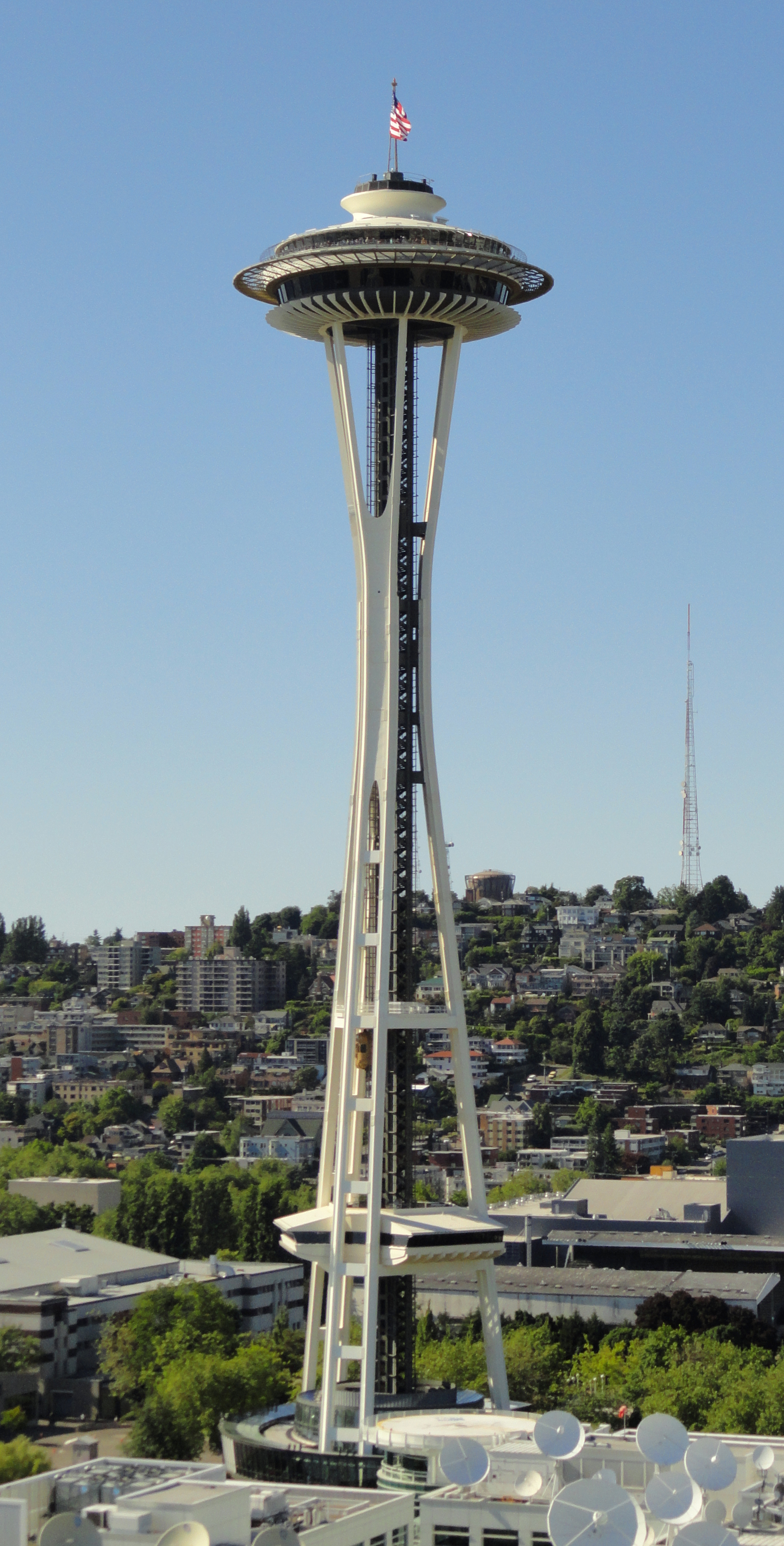
스페이스 니들

스페이스 니들(Space Needle)은 미국 워싱턴주 시애틀에 위치한 탑이다. 미국 태평양 북서부 지역의 주요 랜드마크이자 시애틀의 상징이다. 시애틀 센터에 위치해 있는 이 탑은 1962년 세계 박람회를 위해 지어졌으며 당시 하루에 거의 20,000명의 사람들이 승강기를 이용하였으며, 2,300,000명 이상의 방문자들이 세계 박람회를 관람했다. 스페이스 니들은 최고 605피트 (184미터) 높이, 138피트 (42미터)의 너비를 지니며, 9,550톤의 무게가 나간다.

## 사진

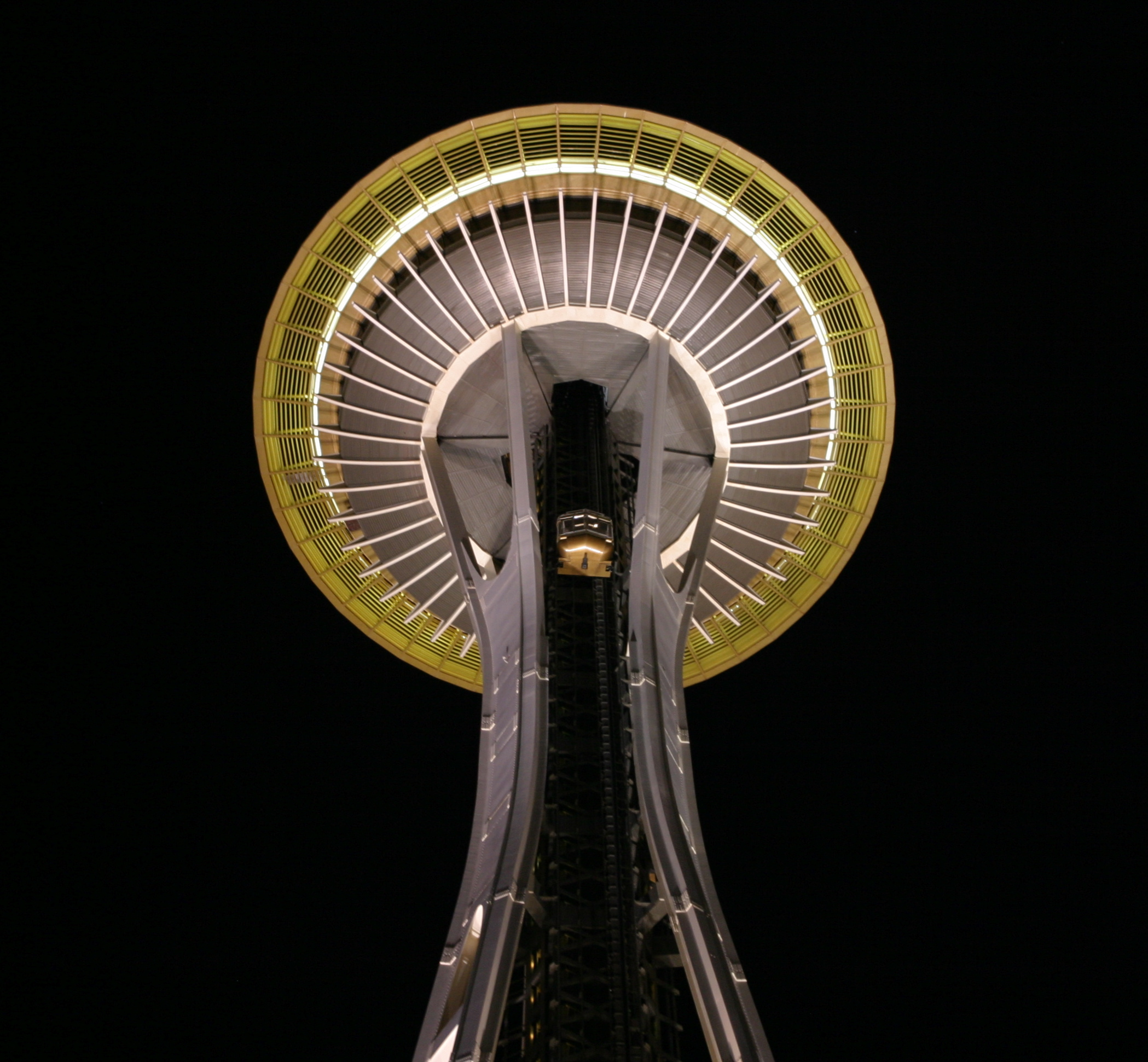
night
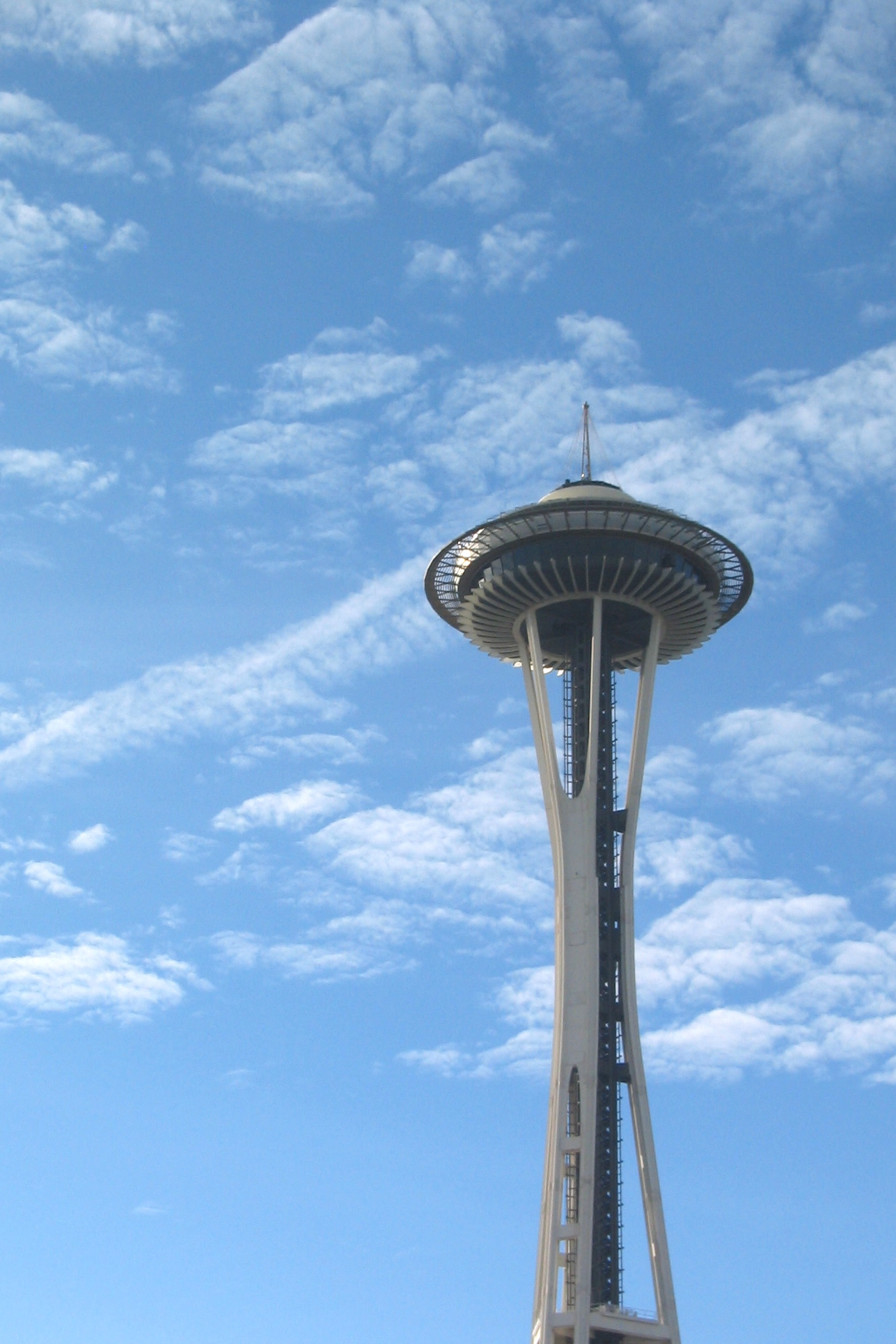
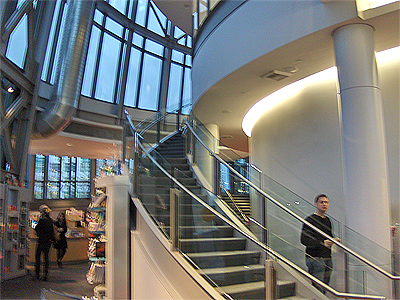
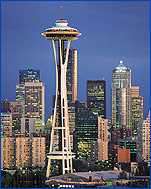
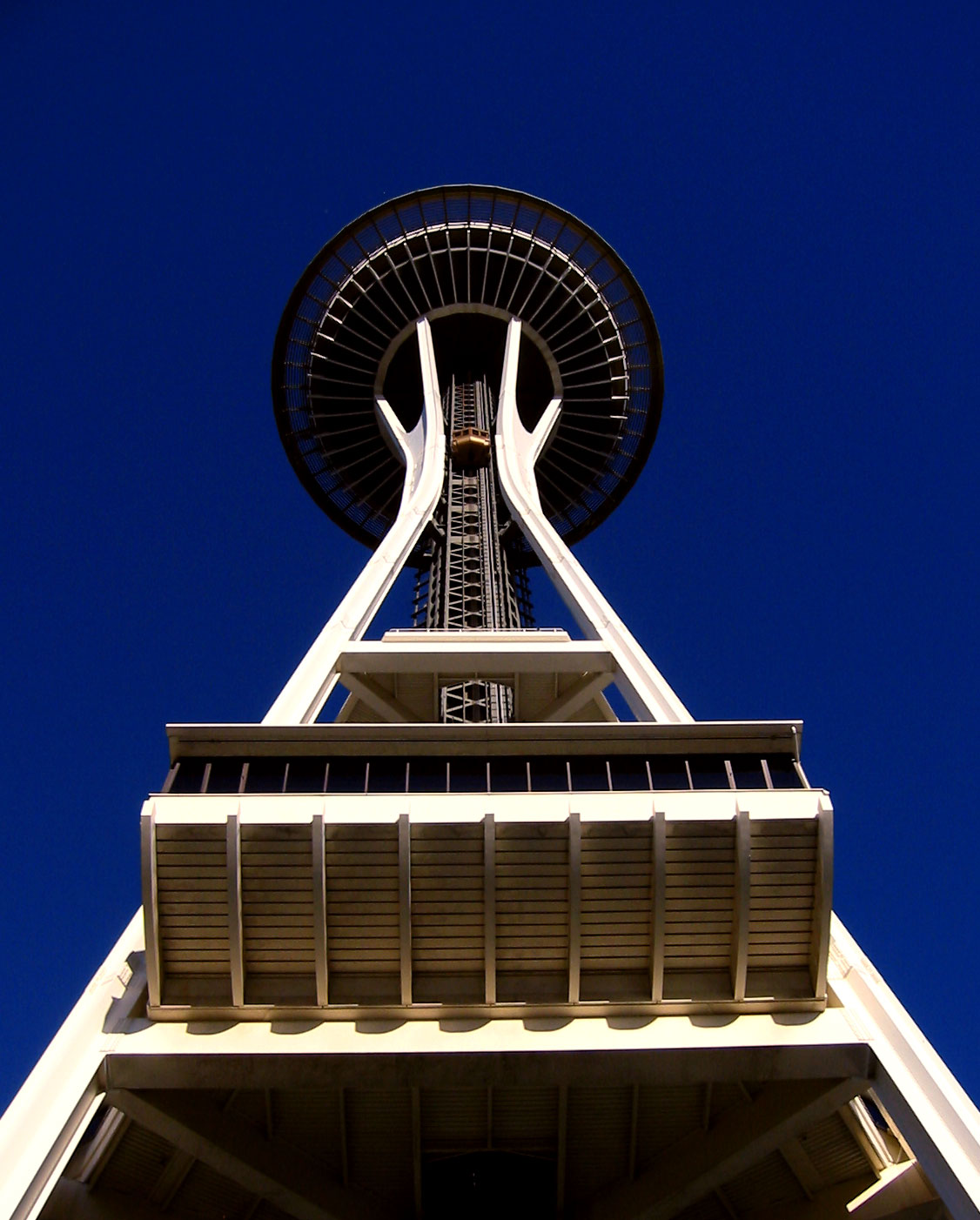
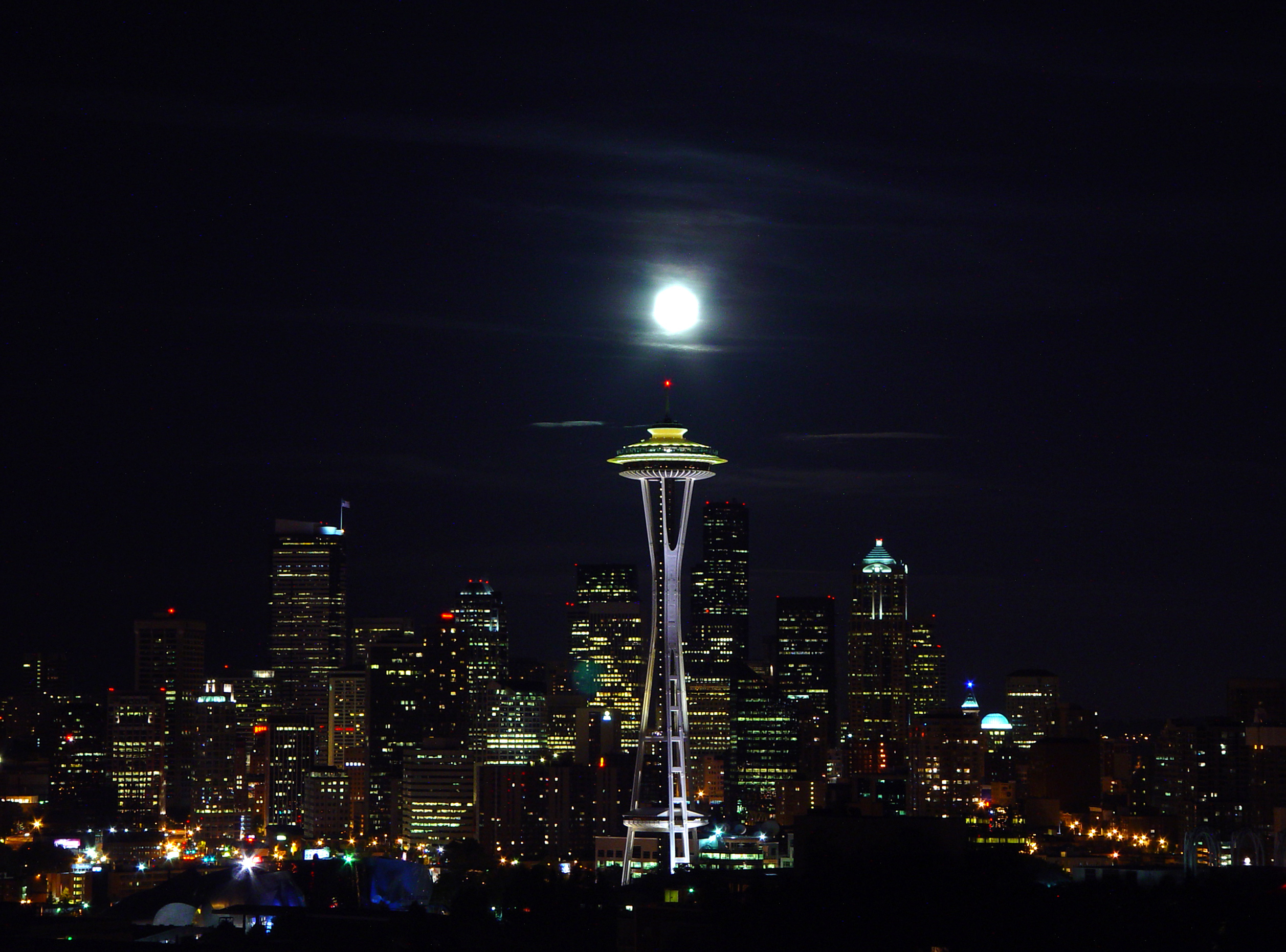
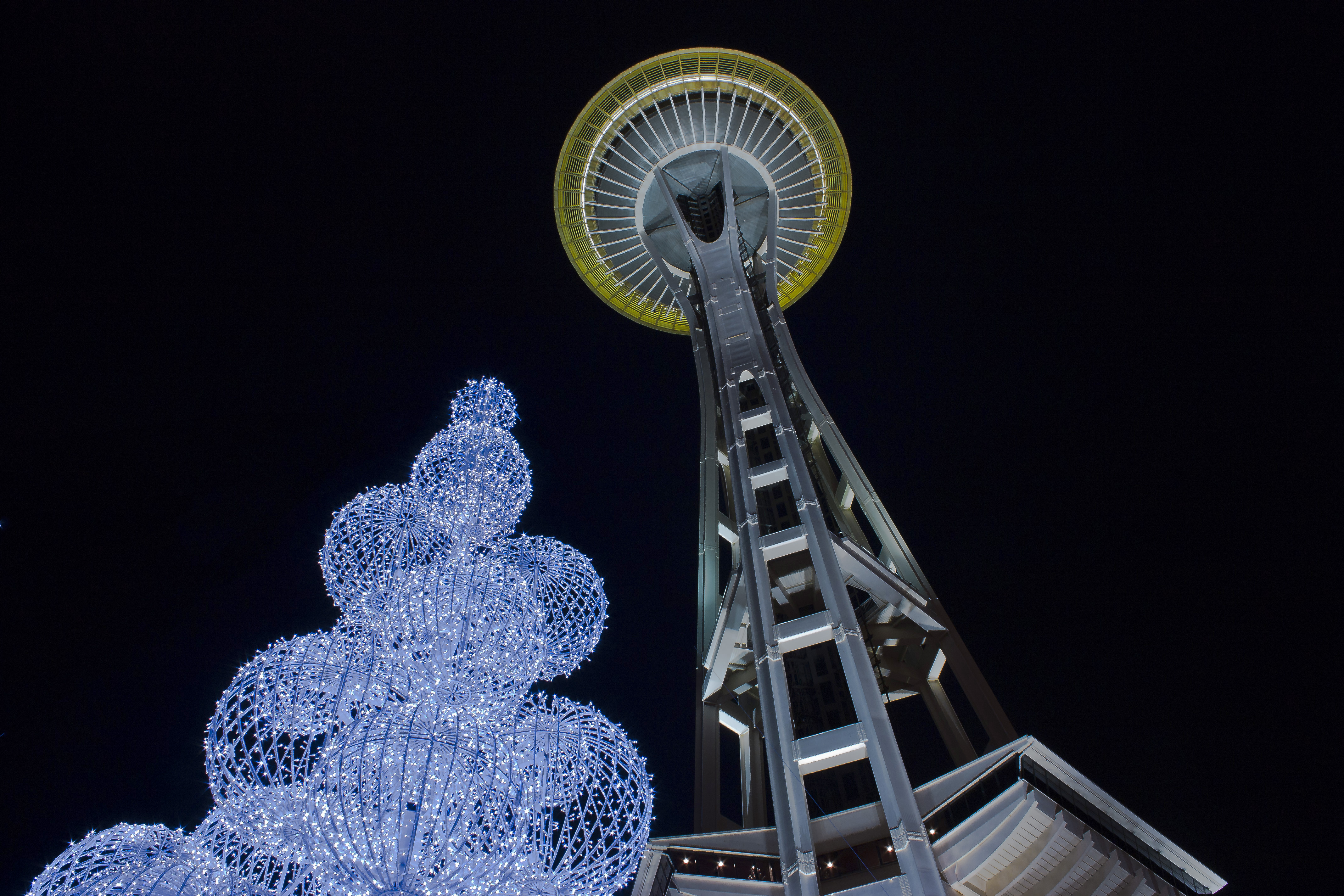
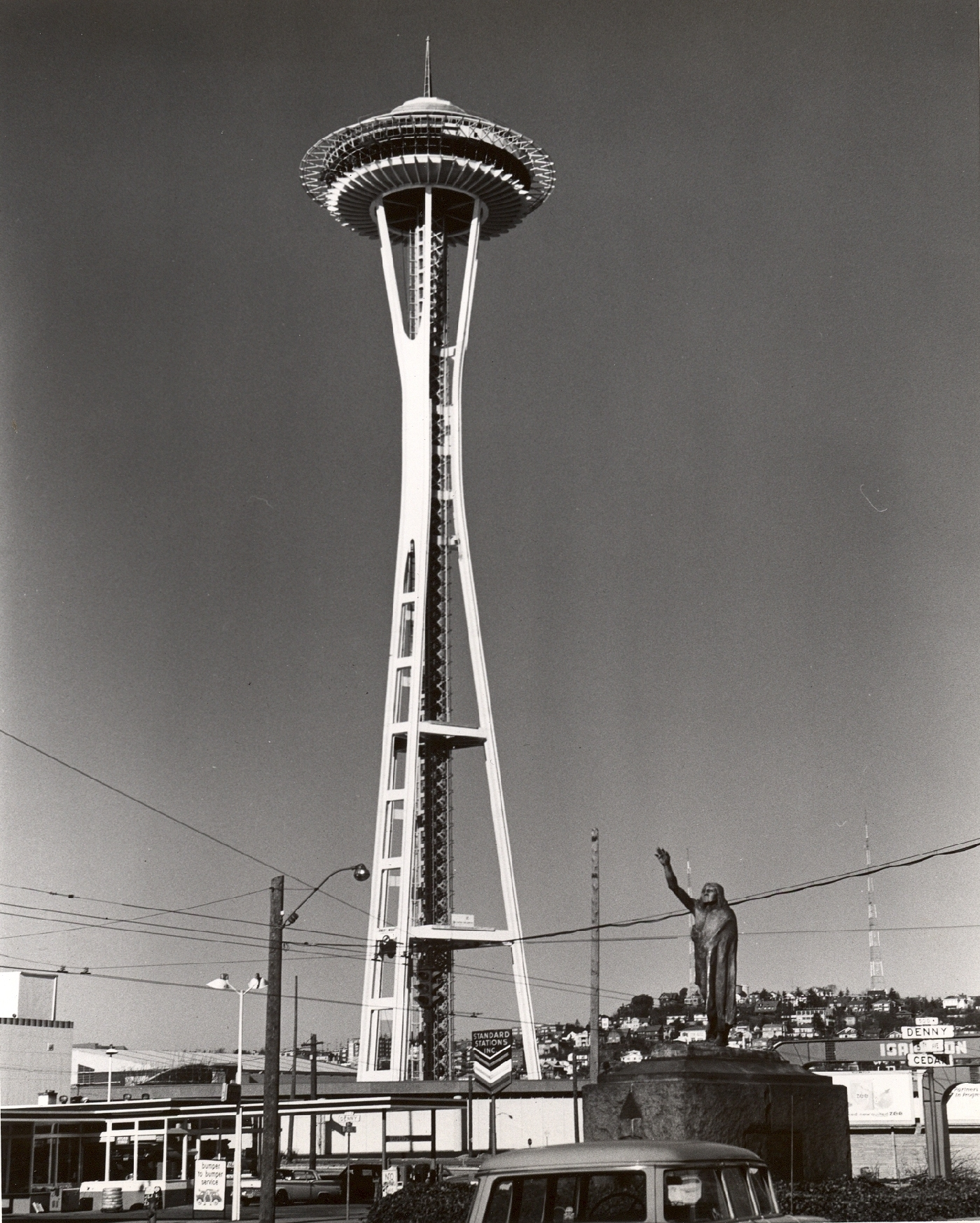
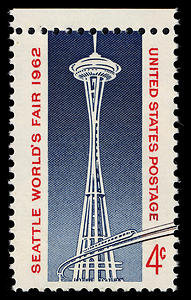
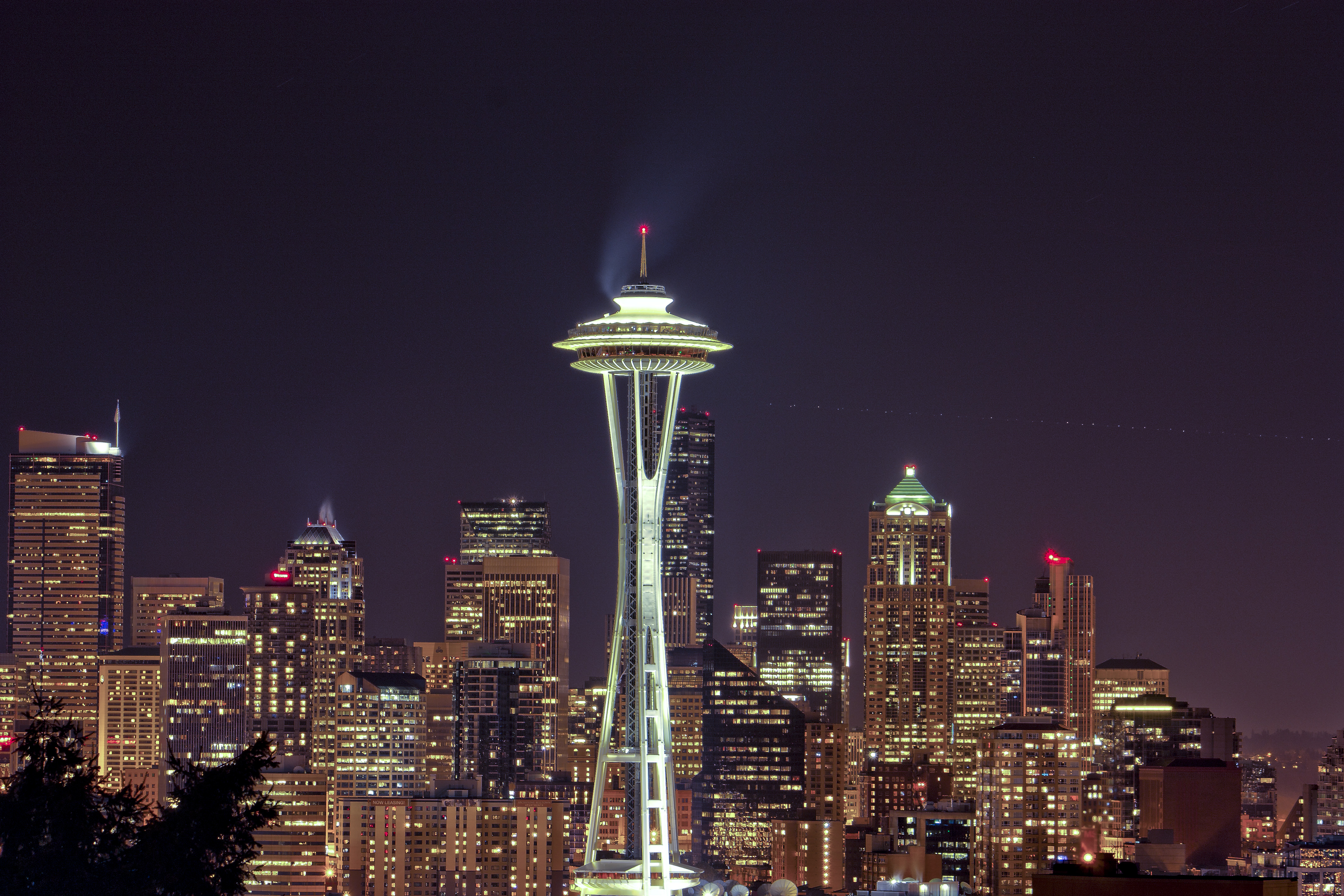
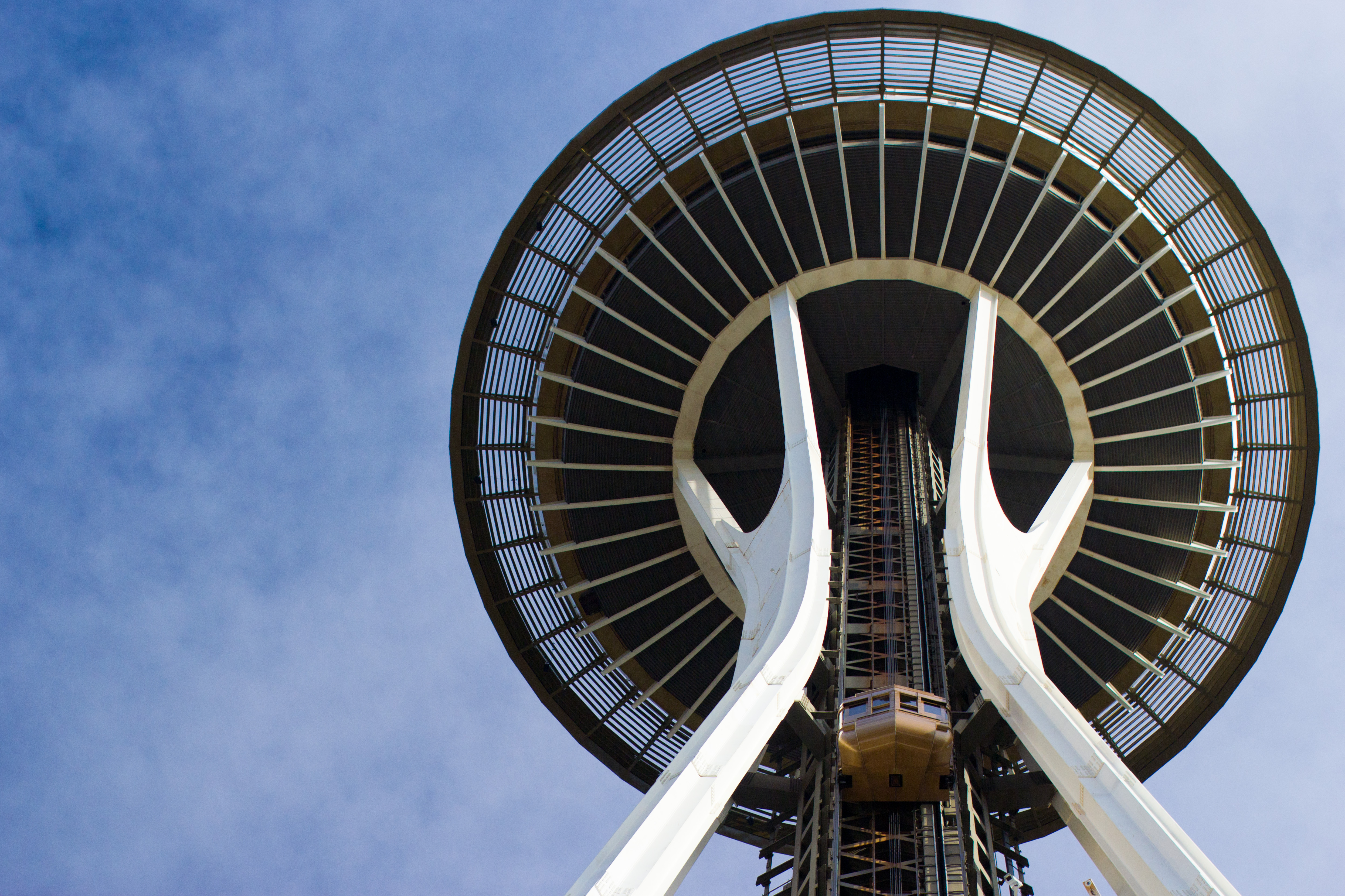
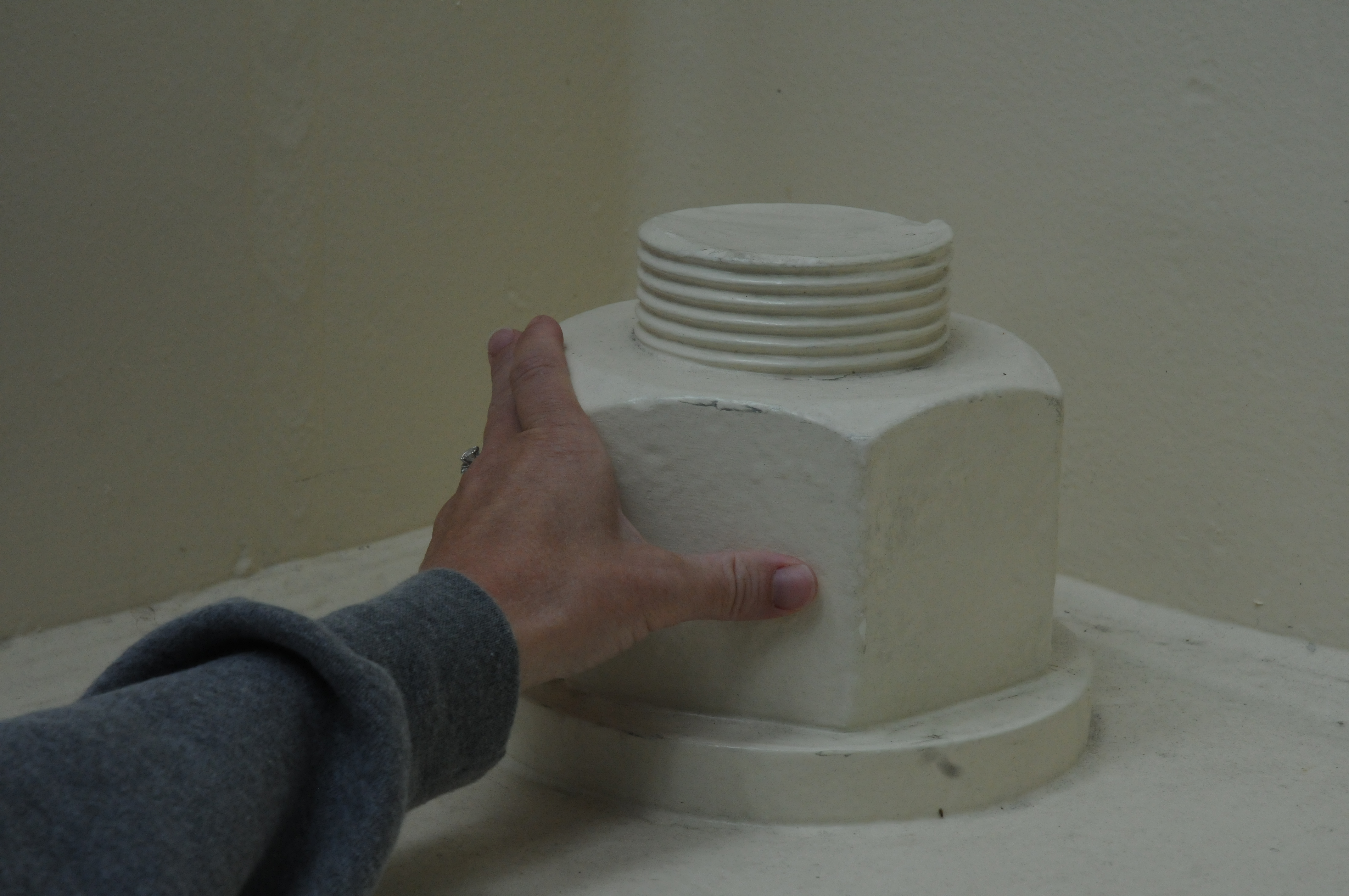

## 같이 보기
- 시드니 타워
- 스카일런 타워